# Xanthippus aquilonius
Xanthippus aquilonius är en insektsart som beskrevs av Otte, D. 1984. Xanthippus aquilonius ingår i släktet Xanthippus och familjen gräshoppor. Inga underarter finns listade i Catalogue of Life.